# Small Planet Airlines (Poland)
Small Planet Airlines Sp. z o. o. — колишня польська чартерна авіакомпанія. Разом з компанією Small Planet Airlines з Литви, належить до "Small Planet Group.".
Заснована 25 листопада 2009 року як flyLAL Charters PL Sp. z oo, філія авіакомпанії Lithuanian Airline
У жовтні 2018 року компанія Small Planet Airlines Poland оголосила про реструктуризацію через негативний фінансовий прогнознезабаром після того, як її німецька сестринська компанія оголосила банкрутство. 9 листопада 2018 року було оголошено, що компанія  Small Planet Airlines Poland припиняє свою діяльність.

## Напрямки
Компанія виконує рейси до Іспанії, Тунісу, Туреччини, Греції, Італії та інших країн з різних польських міст, переважно Катовиці та Варшави.

## Флот

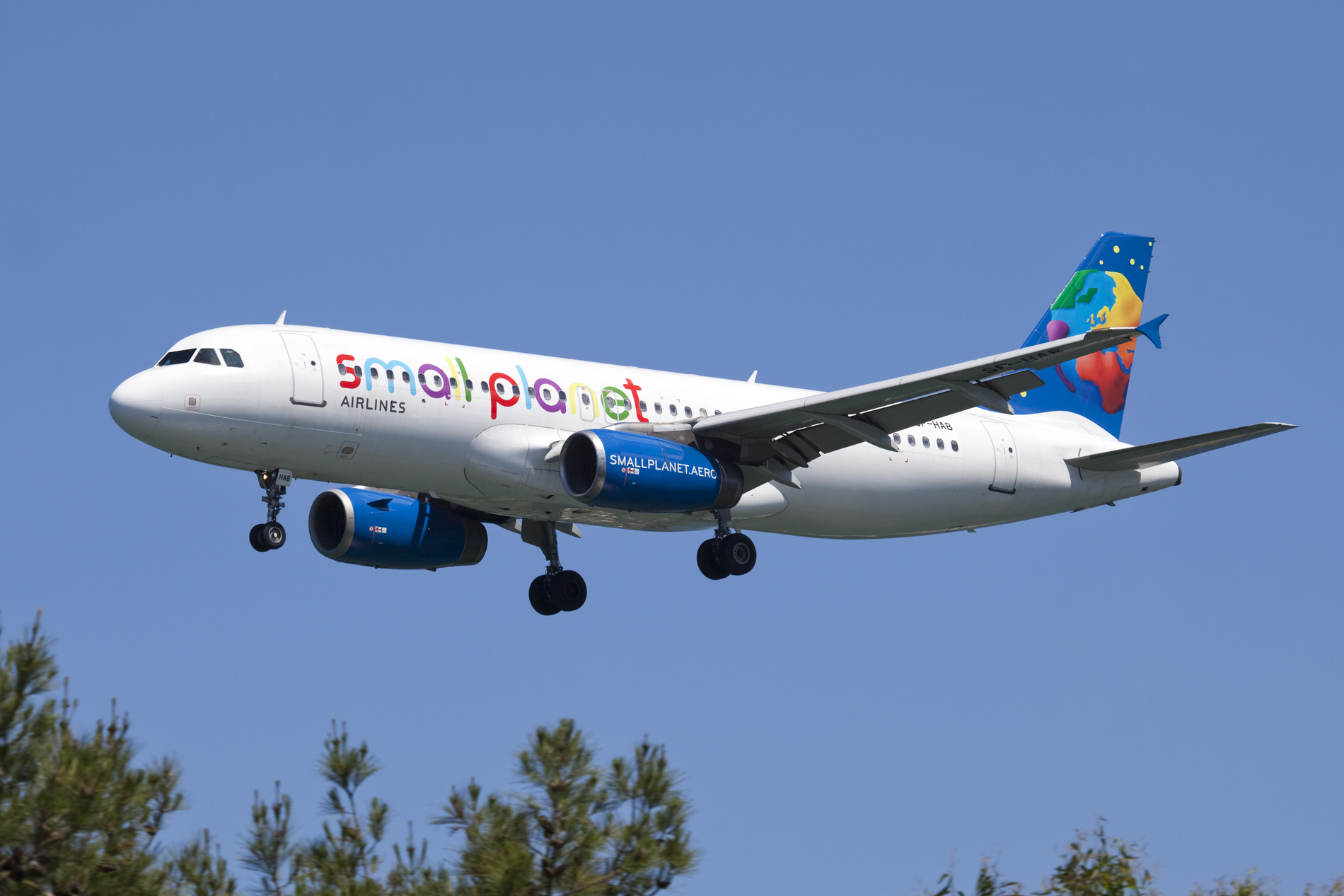
Small Planet Airlines Poland Airbus A320-200

Флот Small Planet Airlines (Poland) на листопад 2018:
| Тип             | В дії | Замовлено | Пасажирів | Примітки |
| --------------- | ----- | --------- | --------- | -------- |
| Airbus A320-200 | 1     | —         | 180       |          |
| Разом           | 1     | —         |           |          |